# Rudi Jangblad
Rudi Jangblad (rođen Rudi Gonzalez, 21. Septembar, 1982), je američki  glumac, muzičar, plesač i umetnik. Rođen je u Beltonu, u Teksasu. Jangblad je poreklom iz Komanče, Kria i Jakuia.

## Rani život i školovanje
Rođen je u malom gradu u Teksasu, Rudi Jangblad je odrastao sa dve mlađe sestre; odgajala ih je majka jer je njihov otac bio odsutan. Sa deset godina, počeo je da radi na gradilištu i stekao je veštine od ljudi. Naučio je stolariju, slaganje cigli, i ostale veštine. Išao je u lokalne škole i takmičio se u boksu i atletici u srednjoj školi. Često je išao u bioskop i postao fan filmova. Pri maturi, dobio je pune stipendije za fakultete i umetnosti i sporta, ali je ipak izabrao domaći ples. Nastupao je sa Američkim Indijanskim Plesnim Pozorištem. 
Nakon uspeha u ulozi  u Apokaliptu, Los Anđles Tajms je njegovo Indijansko poreklo doveo u pitanje, ali je Rudi te tvrdnje odbacio.

## Glumačka karijera
Na generalnom kastingu, Jangblada je reditelj Mel Gibson izabrao da igra glavnu ulogu Jaguar Šapu u epskom filmu Apokalipto (2006), u kom je sam izvodio svoje akrobacije. Naučio je Jukatek jezik Maja kako bi se prikazao kao pripadnik plemena u filmu, čiji su dijalozi svi na jeziku Maja. Za ulogu u filmu, osvojio je nagradu za najboljeg glumca na petnaestogodišnjici Prvi Amerikanci u umetnosti.

## Privatan život i aktivizam
Jangblad je učestvovao u HIV aktivizmu, šetnjama protiv AIDS-a i posećivao je decu pozitivnu na HIV u bolnicama-naročito da bi skrenuo pažnju na stopu HIV infekcije u zajednicama. Videvši člana porodice da umire od komplikacija povezanih sa AIDS-om, osetio je da je važno da ”pruži i napravi promenu” i pričao je o važnoti o edukaciji u borbi protiv neznanja o HIV-u / AIDS-u, alkoholizmu, zloupotrebi droge i zlostavljanju dece. Odrastajući brinući o svojim sestrama kao rezultat borbe njegove majke sa alkoholizmom, ponovo je stekao blizak odnos sa njom.